# Незнайомець з револьвером
Незнайомець з револьвером (англ. The Stranger Wore a Gun) — американський вестерн 1953 року режисера Андре Де Тота з Рендольфом Скоттом та Клер Тревор у головних ролях.

## Синопсис
Джефф Тревіс (Рендольф Скотт) під час Громадянської війни воював на боці конфедератів. Коли війна закінчилася, він потрапив у розшук. Тільки завдяки своїй подрузі Джозі Салліван (Клер Тревор) йому вдалося втекти від вбивць. Після цього Джефф Тревіс відправляється в Аризону, щоб почати нове життя. Тепер він живе в оточенні тих, проти кого раніше воював, тому Джефф мовчить про своє минуле. Однак знаходиться той, хто знає Тревіса по його службі. Жюль Муре — місцевий злочинець, який займається контрабандою золота. Муре намагається переманити Джеффа в свою банду, шантажуючи його минулим. Але після того, як бандити вбивають одного з його друзів, Тревіс вирішує помститися Муре та його людям. У мирному житті він переглянув свої погляди, тому вирішив встати на бік колишніх ворогів, щоб убити колишніх друзів.

## У ролях
| Актор              | Роль                              |
| ------------------ | --------------------------------- |
| Рендольф Скотт     | Джефф Травіс, він же Марк Стоун   |
| Клер Тревор        | Джозі Салліван                    |
| Джоан Велдон       | Шелбі Конрой                      |
| Джордж Макреді     | Жюль Муре                         |
| П'єр Ваткін        | Джейсон Конрой                    |
| Лі Марвін          | Ден Курт                          |
| Альфонсо Бедойа    | Деґа                              |
| Ернест Борґнайн    | Білл Стаґер                       |
| Френк Геґні        | помічник шерифа                   |
| Клем Біванс        | Джим Мартін                       |
| Джозеф Вітале      | «Коротун»                         |
| Віктор Адамсон     | п'яничка, немає у титрах          |
| Френк О'Коннор     | пасажир диліжансу, немає у титрах |
| Френсіс Макдональд | Френк, немає у титрах             |
| Боб Бернс          | Тодд, немає у титрах              |
| Френклін Фарнум    | пасажир диліжансу, немає у титрах |
| Едіт Евансон       | місіс Мартін, немає у титрах      |